# Allocosa pylora
Allocosa pylora là một loài nhện trong họ wolfspinnen (Lycosidae).
Loài này thuộc chi Allocosa. Allocosa pylora được Ralph Vary Chamberlin miêu tả năm 1925.